# Blöjfetischism
Blöjfetischism innebär intresse för blöjor oavsett om det finns ett medicinskt behov eller inte. En person med detta intresse kan kallas blöjfetischist eller Diaper Lover (DL), som är en ursprungligen engelsk term som används även på svenska.